# Aiptasia eruptaurantia
Aiptasia eruptaurantia är en havsanemonart som först beskrevs av Field 1949.  Aiptasia eruptaurantia ingår i släktet Aiptasia och familjen Aiptasiidae. Inga underarter finns listade i Catalogue of Life.